# Château d'Assier
Le château d'Assier est situé dans le département du Lot et la région Occitanie sur la commune d'Assier. C'est un témoignage exemplaire de la diffusion de l'art de la Renaissance hors des châteaux du Val de Loire.
Le château d’Assier, comme une centaine d’autres monuments, propriété de l'État, est géré, animé et ouvert à la visite par le Centre des monuments nationaux.

## Histoire

### Origine
Construit entre 1518 et 1535 dans le style des nouveaux châteaux de plaisance, il est l'œuvre de Jacques Ricard de Genouillac dit "Galiot" de Genouillac, premier maître d'armes de François Ier. Tacticien militaire de génie, il est à l'origine de l'artillerie de campagne mobile, rapide et précise, invention qui le rendit célèbre lors des guerres d'Italie et de la bataille de Marignan en 1515. Édifié sur l'emplacement d'un château féodal plus ancien qui appartenait déjà à la famille Ricard de Genouillac et où "Galiot" était né, le château du début du XVIe siècle se composait d'un vaste plan en quadrilatère de 40 m de côté reprenant les soubassements de l'édifice du Moyen Âge dont il avait conservé les 4 tours rondes massives à chaque angle coiffées de dômes à l'impériale.
Le château d'Assier, reflet de la réussite exceptionnelle d'un homme, constitue un précieux témoignage de l'architecture de la Renaissance en Quercy.

### La ruine

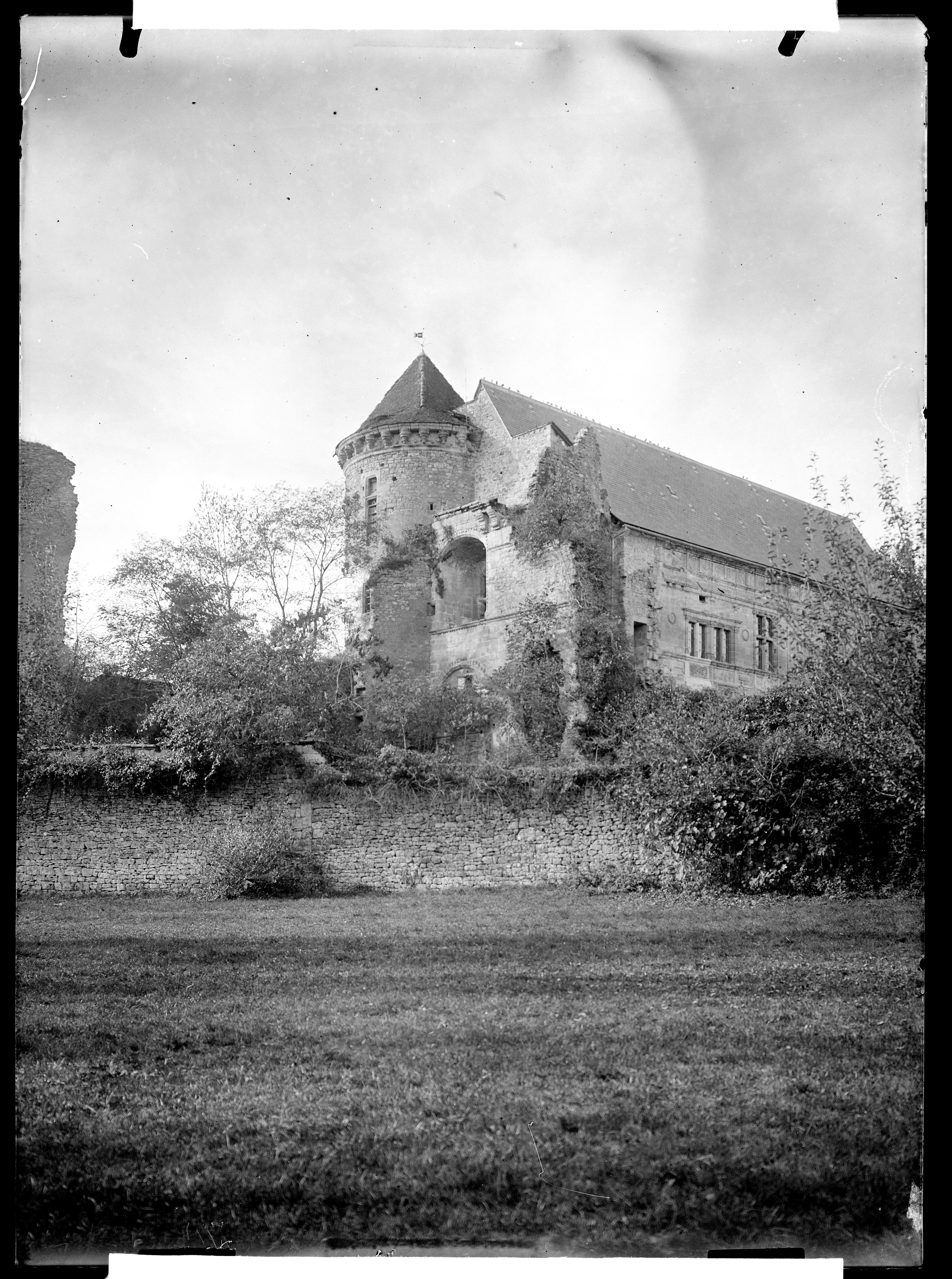
Pignon sud du château en 1903. Photographie par Eugène Trutat, conservée au muséum de Toulouse.

Jeanne, seule héritière de Galiot de Genouillac, se marie à Charles de Crussol, vicomte d'Uzès. En 1768, le duc d'Uzès, son descendant, réserve à l'aile ouest un usage agricole et vend la majeure partie du château à des démolisseurs et marchands de matériaux. Malgré le classement en 1841 par Prosper Mérimée, l'aile restante est utilisée comme remise agricole jusqu'à ce que l'ensemble des ruines soit acquis par l'État en 1934. Dès 1901, de nombreuses restaurations sont réalisées.

## Architecture
Il ne subsiste que l'aile ouest percée d'un portail spectaculaire à portiques, loggias et frontons qui abritait, dans la niche au premier étage, une statue équestre de Galiot de Genouillac. La façade sur cour est ornée de travées de fenêtres et de deux larges frises, richement sculptées d'emblèmes qui font référence aux fonctions militaires de Galiot de Genouillac et à la légende d'Hercule.
- À l'intérieur, un escalier d'apparat, voûté sur croisées d'ogives, associe deux volées droites à une demi-vis. Le palier du premier étage est orné d'un très élégant pilastre orné d'une succession de motifs à la "grotesque", d'une réussite formelle incontestable.
- L'aile du corps de garde, le moulin, la tour garde manger, les caves, les traces d'escalier rappellent la splendeur d'une œuvre et sa fragilité.
- La décoration extérieure et intérieure constituent le type même de l'école de la Renaissance : ordres antiques (ionique, dorique, corinthien) scènes de la légende d'Hercule (Antée, l'Hydre de Lerne, le lion de Némée), rinceaux, arabesques, putti, médaillons mais aussi des éléments plus assiérois comme les canons, les épées, le collier de l'ordre de St Michel.
- L'intérieur se compose de salles voûtées d'ogives renfermant un petit musée lapidaire et également des tableaux en grisaille représentant des trophées d'armes.
- Le grand escalier à rampe droite au noyau rond garni de nervures en hélice conduit au célèbre pilier en marbre dont les décors sont d'une très grande finesse et que certains considèrent comme l'œuvre de Jean Goujon ou l'un de ses élèves.

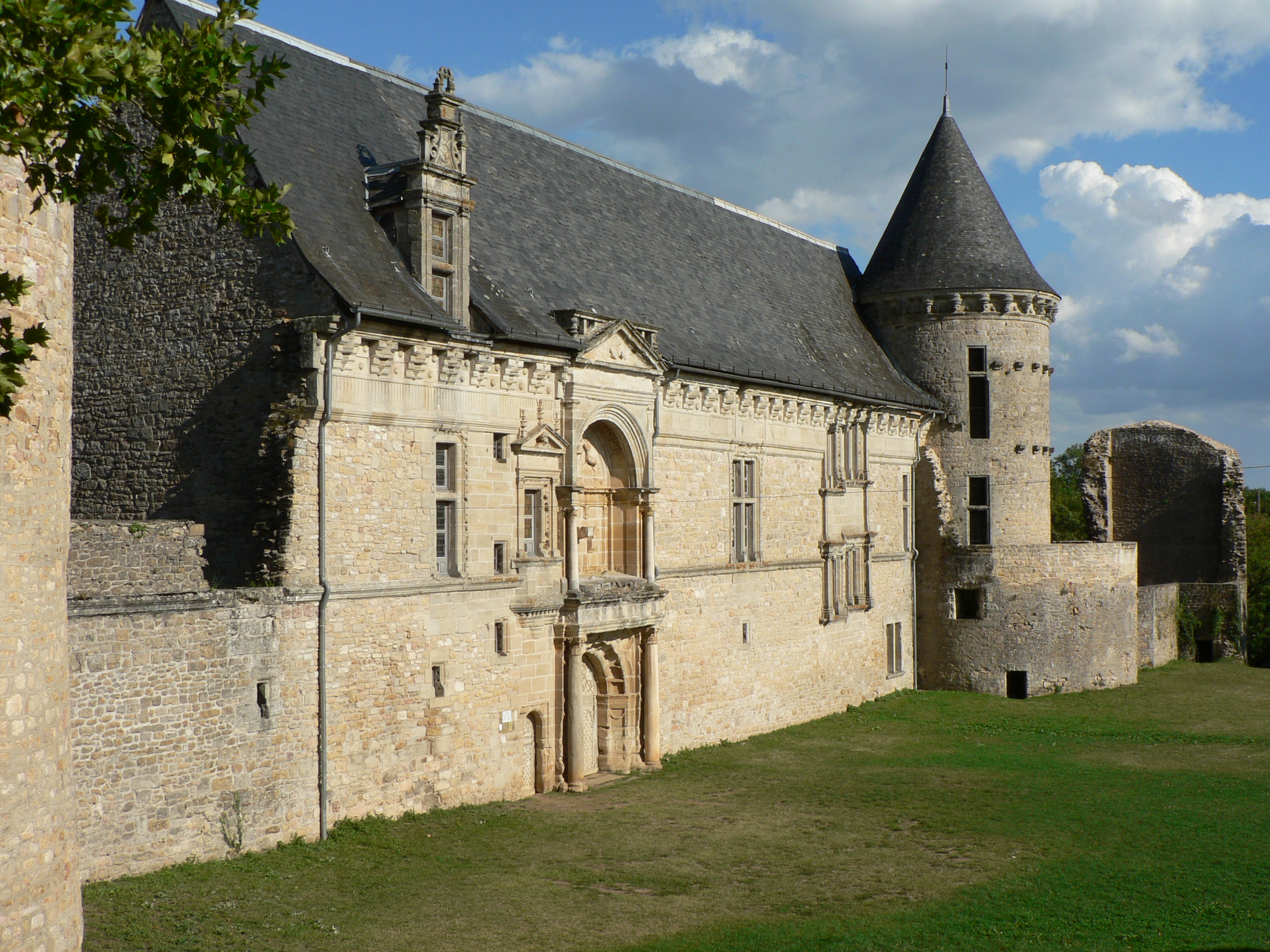
Vue du château aujourd'hui.
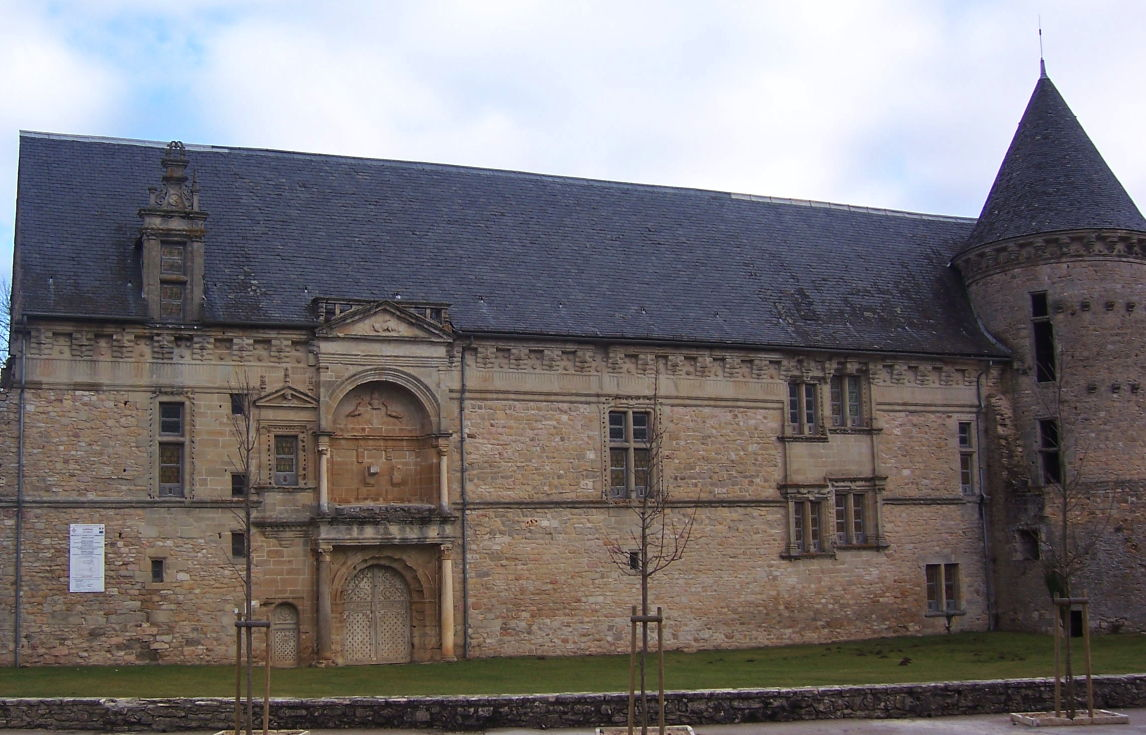
Vue de la partie visitable.
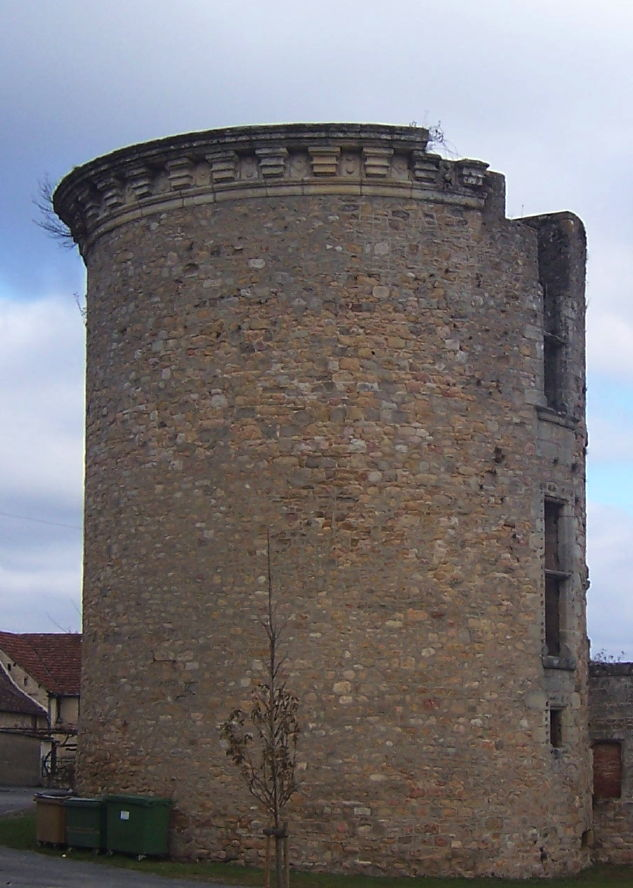
Tour du château.

L'ancien colombier à pied, donc de seigneur haut justicier, daté de 1537, est une tour à toiture à lanternon. L'intérieur comporte 2500 boulins  de terre cuite vernissée, desservis par une échelle de visite tournante. Propriété privée il a été inscrit monument historique le 21 novembre 2005.
Le moulin a été édifié au début du XVIe siècle à l'emplacement d'un moulin médiéval et plusieurs fois transformé. C'est un bâtiment en pierres à un étage dont la cheminée en pierre de taille de la salle des meules est du XVIe siècle. Les quatre paires de meules et leurs mécanismes datent des environs de 1880. Le moulin hors d'usage depuis 1914 est propriété de l'état depuis 1934.
Le logis nommé grange de Bargues, situé dans l'ancienne basse-cour du château a été mentionné dès 1545 comme la demeure de l'écuyer Murat de Montaï. Ce logis a été inscrit monument historique le 27 décembre 2001 Avec Montal, Couanac, Cénevières ou Cieurac, le château d'Assier fait partie des plus remarquables châteaux de la Renaissance en Quercy.

## Visites
Le château se visite de 10 h à 12 h et de 14 h à 18 h. Il est fermé le mardi.